# Geografia della Mauritania

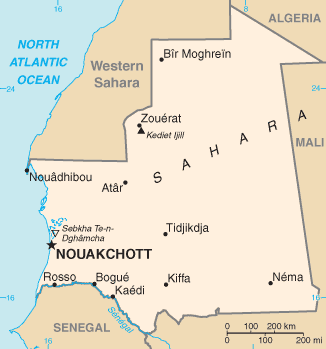
Mappa della Mauritania.

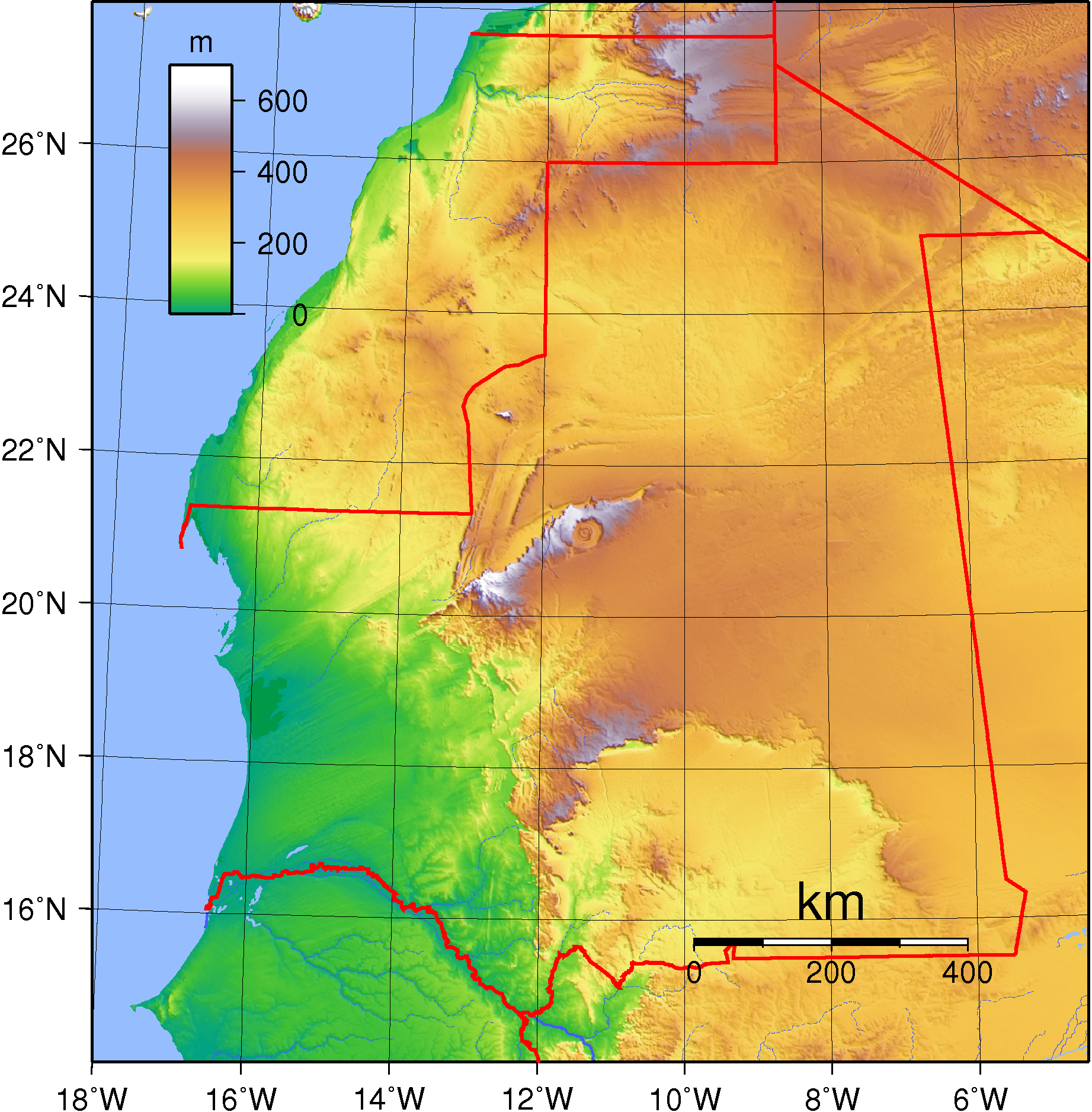
Topografia della Mauritania.

Il territorio della Mauritania occupa gran parte del Sahara sud-occidentale. In particolare esso si estende sugli ultimi tavolati della grande regione, i cui orli (culminanti nel Dahar Adrar) sovrastano la piattaforma marginale e depressa del continente, della quale il fiume Senegal (che segna il confine meridionale dello Stato) rappresenta l'asse naturale. Questa sezione del territorio è interamente piatta e si affaccia all'oceano Atlantico dal capo Bianco alla foce del Senegal per circa 750 chilometri.

## Geologia
I lineamenti geomorfologici della Mauritania sono piuttosto semplici, con evidente prevalenza, nel paesaggio, di linee orizzontali dovute alle vicende geologiche che hanno interessato la regione. Il territorio poggia su uno zoccolo precambriano di gneiss e graniti, che nel Primario venne a più riprese sommerso dal mare: tale fenomeno si manifestò soprattutto alla fine del Cambriano e nel Silurico, e a quest'ultimo periodo risalgono i potenti strati di arenaria che caratterizzano la morfologia dell'Adrar.
L'emersione della zolla continentale iniziò alla fine del Carbonifero: essa fu graduale e il fenomeno si concluse nel Pleistocene, con la totale assenza di qualsiasi attività vulcanica. Il Paese, di conseguenza, presenta un rilievo estremamente appiattito, determinato non tanto da pieghe quanto dalla diversa erosione manifestatasi sulle coltri sedimentarie ad opera degli agenti esogeni: un paesaggio uniforme, appena mosso da rilievi tabulari e dagli erg sabbiosi che vi si stendono intorno, i quali esternamente cedono il posto via via a isolati rilievi residuali (inselberge). Questi ultimi emergono dalle vaste pianure costituite da superfici sabbiose e ciottolos.

## Morfologia
La regione sahariana occupa i 5/6 dell'intero territorio ed è in gran parte caratterizzata dalla successione di fasce sabbiose (erg), orientate prevalentemente da nord-est a sud-ovest secondo lo spirare dell'aliseo. Tuttavia, pur nella generale uniformità del paesaggio, aspetti sostanzialmente diversi si riscontrano fra la costa e le alteterre dell'interno, ma soprattutto fra il Nord e il Sud; in quest'ultimo caso la differenziazione del paesaggio è sostanzialmente determinata dal graduale attenuarsi del clima desertico man mano che ci si avvicina al corso del Senegal.

### Dalla costa agli aridi altipiani interni
La fascia costiera è rettilinea e bassa, orlata da banchi di sabbia, con vegetazione estremamente scarsa; uguali caratteristiche presentano le isole Tidra, a nord del capo Timiris. A poca distanza dal mare si elevano teorie di dune sabbiose, tra le quali a volte si raccoglie la poca acqua piovana sufficiente a tenere in vita una stentata vegetazione arbustiva; il fondale marino è profondo solo nella Baie du Lévrier, chiusa a nord dal Capo Bianco, al cui riparo si trova il porto di Nouadhibou (già Port-Étienne). I tavolati di Adrar e di Tagant orlano la sterminata piana desertica interna; quello di Adrar presenta un'altitudine media di 500 m, quello di Tagant è leggermente più basso; entrambi, tuttavia, sono nettamente delimitati, rispetto alla piana circostante, da scarpate ripide e profondamente incise dall'erosione. A causa della loro altitudine i due tavolati ricevono precipitazioni un po' più abbondanti, soprattutto sul versante occidentale, e così alla loro base si trovano numerose oasi. La regione saheliana, o chemama, è dominata dal corso del fiume Senegal e comprende tutta la sezione meridionale della Mauritania, indubbiamente la più adatta all'insediamento umano grazie alla maggior disponibilità di acqua. Il suolo è anche qui piatto e sabbioso, ma le dune sono fissate dalla vegetazione di arbusti e piante erbacee. Lungo il Senegal, grazie all'irrigazione naturale esercitata dal fiume nei periodi di piena, si è potuta sviluppare, fin da tempi antichissimi, un'attività agricola importante.

## Clima e idrografia
Il Paese rientra, per la quasi totalità, nella regione climatica sahariana e risente, pertanto, dell'alternarsi delle alte e delle basse pressioni sul grande deserto: però, essendo qui minime le variazioni barometriche, le condizioni climatiche non mutano profondamente nel corso dell'anno, durante il quale si ha lo spirare degli alisei e dell'harmattan nei mesi invernali (stagione secca), e dei venti equatoriali nei mesi estivi; l'influenza di questi ultimi è però minima, come pure relativa è la funzione mitigatrice dell'oceano. La piovosità è generalmente inferiore ai 250 mm; solo nell'estremo Sud (chemama), il territorio è relativamente irrorato da piogge tropicali; qui si ha già la ben precisa successione di una stagione umida (khoreef), che va da giugno a settembre, e di una secca, da dicembre a marzo. All'interno, invece, e in particolare nel Majabat el Kubra, i valori pluviometrici si riducono estremamente, fino ad annullarsi.
Un vero sistema idrografico si può dire che non esista in Mauritania, se si eccettua il fiume Senegal, che interessa solo una parte limitata del territorio. I pochi uidian dell'altopiano portano acqua soltanto durante le brevi piogge stagionali, quando si formano anche stagni temporanei, detti grara se di breve durata, guelta se permangono alcuni mesi. L'unico vero bacino lacustre è quello di Rkiz, collegato con il corso inferiore del Senegal: il lago, come quello senegalese di Guiers, funge da regolatore delle acque del fiume. Anche il reperimento delle falde freatiche è difficile in tutta la regione sahariana: nelle zone più favorevoli si possono trovare pozzi a 4–6 m di profondità, in quelle più aride si deve scavare anche fino a 80 m, ed inoltre l'acqua è spesso salmastra.
La flora della Mauritania è tra le più povere del continente africano: poche piante grasse e spinose crescono nell'interno desertico, mentre lungo la costa, dove le precipitazioni sono leggermente superiori, vive una stentata vegetazione arbustiva. Nella fascia meridionale (sahel) la vegetazione si arricchisce procedendo verso sud, dapprima con vaste associazioni arbustive, poi con le prime savane che ospitano, tra le forme arboree, radi baobab, palme, acacie (Acacia senegalensis ed altre) e il sump (Balanites).